# Jan Frykhammar
Jan Frykhammar, född 22 april 1965 i Solna, är en svensk civilekonom och tidigare chef hos Ericsson.

## Tiden vid Ericsson
Frykhammar, som studerade vid Uppsala universitet med ekonomexamen 1991, har arbetat i flera roller inom Ericssonkoncernen. År 2004-2005 var han ställföreträdande chef vid funktionen Finance and Commercial. Han gick sedan vidare till att bli biträdande chef för Sales and Business Control inom affärsområdet Global Services. Han blev dess chef 1 januari 2008. År 2009 utsågs han till koncernens finansdirektör med tillträde 1 november samma år. I samband med detta blev han även vice VD för koncernen, en befattning han tillträdde 1 januari 2010. Då Hans Vestberg år 2016 fick lämna posten som VD för Ericsson tog Frykhammar tillfälligt över som tillförordnad VD och koncernchef, innan Börje Ekholm rekryterades som ny VD senare under samma år. År 2017 fick Frykhammar lämna Ericsson.

## Styrelseuppdrag
År 2018 blev han styrelseledamot i Openet. År 2021 blev han styrelseledamot för Enea. Han har också varit styrelseordförande för redovisningsbolaget Aspia, samt från mars till december 2019 tillförordnad VD för företaget medan man rekryterade en ny VD. Vidare har han engagerats i styrelserna för Telavox, Nordic Semiconductor, Quickbit och Alphawave IP. Han lämnade styrelseposten i Quickbit hösten 2022.
År 2018-2023 satt han i styrelsen för Clavister Holding, som han lämnade i juli 2023 av personliga skäl. Vid samma tidpunkt, och av samma skäl, lämnade han även styrelseposten i Itab, en befattning han innehaft sedan 2019, och styrelsen för OX2. Även här uppgav han personliga skäl som orsak.

## Familj
Frykhammar ingick äktenskap med Ulrika Änggård 11 juni 1994. Paret skildes senare.